# Tetris (Electronic Arts)
Tetris es un videojuego de lógica desarrollado por EA Mobile y publicado por Electronic Arts para iOS, Android, BlackBerry OS, PlayStation 3, PlayStation Portable y Windows Phone. El juego presentaba una jugabilidad como otros títulos de Tetris, con una nueva banda sonora.
El juego alcanzó los 100 millones de descargas pagas en 2010, convirtiéndolo en el juego móvil pago más vendido de todos los tiempos y el tercer juego más vendido de todos los tiempos en total.

## Jugabilidad
La jugabilidad era casi idéntica a la de otros títulos de Tetris, pero con una nueva banda sonora. Los jugadores también tenían la capacidad de crear su propia banda sonora para el juego utilizando la biblioteca de música del dispositivo iPhone o iPod Touch en el que se estaba jugando. El juego ofrecía dos modos de juego denominados modo "Maratón" y modo "Mágico".

### Maratón
El modo maratón se jugó como una versión más clásica de Tetris, donde se mantuvo un sistema de puntos junto con el número de líneas completadas como indicadores de progreso. El nivel de velocidad se eligió antes de iniciar el modo de juego. Había 15 niveles en total y, al igual que el modo Mágico, este modo finaliza una vez que se han completado los 15 niveles. A diferencia de la versión original de Tetris, el modo Maratón finaliza después de completar 150 líneas. Una vez que finaliza el modo Maratón, la función Sin fin se desbloquea.

### Magia
El modo mágico era una versión mejorada del juego, donde hay quince niveles de dificultad. Cada nivel de dificultad se incrementa según la velocidad y el número de líneas necesarias para superar el nivel. Una vez que se alcanza el número de líneas requeridas para borrar el nivel, se presenta el siguiente nivel. Al fallar un nivel, el juego ofrece a los jugadores volver a intentarlo una cantidad ilimitada de veces. El juego permite pausar el juego, lo cual es automático cuando un jugador recibe una llamada telefónica en un dispositivo iPhone. Otro elemento del juego en el modo Mágico es la adición de objetos de ayuda que se recuperan a lo largo de los niveles, lo que permite a los jugadores realizar modificaciones menores en el rompecabezas. Los objetos especiales pasan a estar disponibles en los primeros cinco niveles, y luego se van generando sobre líneas y tetrominós completados. Hay cinco objetos especiales, que van desde un crayón mágico hasta bloques que se convierten en burbujas.

## Historia
El 1 de diciembre de 2011, el juego se relanzó (solo en iOS) y se reemplazó con una nueva versión paga, que viene con un "Modo Marathon One Touch" adicional, así como una suscripción paga que viene con descuentos y contenido premium.

## Recepción
Con respecto al lanzamiento de PSP Mini en 2009, algunos jugadores esperaban que Electronic Arts podría haber "avanzado el juego" en cuanto a originalidad y teniendo en cuenta las nuevas posibilidades de hardware, lo que no sucedió. El costo relativamente alto del juego en comparación con las versiones gratuitas anteriores tampoco hizo que muchos jugadores experimentados se sintieran cómodos.
El lanzamiento de Tetris de EA Mobile en 2011 recibió fuertes críticas por ser "innecesariamente engorroso" en términos de controles táctiles, y se consideró que las opciones multijugador faltantes (en línea) ya no estaban a la altura de los tiempos actuales.

## Descontinuación y relanzamiento
En enero de 2020, EA anunció que retiraría su versión móvil del juego el 21 de abril de 2020 y el juego ya no se podrá jugar después de esta fecha, incluso si se compró la versión completa. The Tetris Company, sin embargo, otorgó la licencia de los derechos a N3TWORK para crear una nueva versión móvil. La nueva versión cuenta con compatibilidad en línea, así como un modo knockout y battle royale.